# پولار رکورد
پولار رکورد (انگلیسی: Polar Record) یک ژورنال دانشگاهی علمیِ با داوری همتا است که تمام جنبه‌های اکتشاف و تحقیقات شمالگان و سرزمین جنوبگان را پوشش می‌دهد.